# West Coast Airways
West Coast Airways war eine Fluggesellschaft aus Sierra Leone.
Die Gesellschaft wurde wohl 1996 gegründet. Nach anderen Quellen könnte das Gründungsjahr aber auch 1992 oder 1995 gewesen sein.
West Coast Airways hatte libanesische Eigentümer und stand in enger Verbindung zur Union des Transports Africains de Guinée (UTA), die vor allem deshalb in Guinea gegründet wurde, weil ihren ebenfalls libanesischen Eignern in ihrer Heimat keine Lizenz erteilt worden war. West Coast Airways betrieb mindestens eine Antonow An-24 (9L-LBQ) für UTA, die unter dem Namen UTA – Union des Transports Africains, West Coast Airways flog. Zudem verfügte West Coast Airways über mindestens fünf Let L-410UVP Turbolet (9L-LBJ/K/L/M/N).
Am 22. März 2006 ordnete die Europäische Kommission durch Verordnung ein Betriebsverbot in der Europäischen Union für sämtliche in Sierra Leone registrierten Fluggesellschaften an, das bis heute wirksam ist (Stand 2021). Aus Sicht der Kommission verfügt Sierra Leone über kein angemessenes System zur Beaufsichtigung seiner Luftfahrtunternehmen oder deren Luftfahrzeuge und nicht über die technische Kapazität oder die Mittel zur Durchführung dieser Aufgabe. Im Anhang A der Verordnung, der Liste der Luftfahrtunternehmen, deren gesamter Betrieb in der Gemeinschaft untersagt ist, war die Gesellschaft als West Coast Airways Ltd namentlich aufgeführt. Am 15. Oktober 2006 wurde West Coast Airways wieder aus der Liste herausgenommen. Die Behörde in Sierra Leone hatte kurz zuvor mitgeteilt, dass sie das Air Operator Certificate widerrufen und die Gesellschaft ihre Tätigkeit eingestellt habe.
Dessen ungeachtet wird berichtet, der Betrieb sei erst 2008 eingestellt worden oder existiere sogar noch heute (Stand Mai 2017).